# Crassimarginatella quadricornuta
Crassimarginatella quadricornuta is een mosdiertjessoort uit de familie van de Calloporidae. De wetenschappelijke naam van de soort is voor het eerst geldig gepubliceerd in 1918 door Waters.